# سانتا جیولتا
سانتا جیولتا (به ایتالیایی: Santa Giuletta) یک کومونه در ایتالیا است که در استان پاویا واقع شده‌است. سانتا جیولتا ۱۱٫۷ کیلومتر مربع مساحت و ۱٬۶۰۵ نفر جمعیت دارد.

## خواهرخوانده
شهر مورس (ساردینیا) خواهرخواندهٔ سانتا جیولتا هست.